# 察度王統
察度王統（さっとおうとう、1350年 - 1405年）は、14世紀・琉球の王統。初代・察度とその息子の武寧の二代・56年間続いた。第一尚氏王統に倒された。